# Maurycy Fierich
 Maurycy Fierich (ur. 12 maja 1856 w Krakowie, zm. 29 czerwca 1889 tamże)  – polski prawnik, absolwent Uniwersytetu Jagiellońskiego.

## Życiorys
Syn Edwarda, brat Franciszka, profesorów i rektorów Uniwersytetu Jagiellońskiego. Po ukończeniu gimnazjum w Krakowie rozpoczął studia na wydziale prawa Uniwersytetu Jagiellońskiego. Ukończył je w 1879 roku. Podczas studiów dwukrotnie za swoje prace z zakresu prawa kanonicznego i polskiego otrzymywał nagrody z Fundacji ks. Czartoryskich. Krótko pracował w prokuraturze, ponieważ po otrzymaniu stypendium rządowego wyjechał na studia do Lipska. Po powrocie w 1881 roku habilitował się na UJ. W lutym 1886 został mianowany profesorem nadzwyczajnym "procedury cywilnej austryjackiej i rzymskiej w Uniwersytecie Jagiellońskim". W 1889 roku został mianowany profesorem zwyczajnym Od 1888 w roku był członkiem komisji prawniczej Akademii Umiejętności. Został pochowany na cmentarzu Rakowickim w Krakowie.